# Erika Giovanna Klien
Erika Giovanna Klien (12 de abril de 1900 – 19 de julio de 1957) fue una artista y profesora de arte de origen austrohúngaro.

## Trayectoria
Erika Giovanna Klien nació el 12 de abril de 1900 en Borgo Valsugana, en aquel momento perteneciente al Imperio austrohúngaro. Comenzó sus estudios en la Escuela de Artes Aplicadas de Viena, también conocida como Kunstgewerbeschule, en  Viena, Austria, en 1919 y se graduó en 1925. Klien, alumna del Dr. Franz Cižek, se convirtió en una de sus asistentes. En el curso de Cižek, "Teoría de la forma ornamental", Klien se familiarizó con un nuevo estilo conocido como cinético vienés, un estilo que enfatizaba el movimiento y la vitalidad moderna, de manera similar al cubismo francés, el futurismo italiano y el constructivismo ruso. Después de aprender sobre la técnica y las teorías del cinetismo, Klien se convirtió en una de sus principales exponentes. Después de graduarse, a Klien le resultó difícil, como a muchas mujeres, ganarse la vida como artista independiente. Trabajó como artista gráfica comercial y enseñó en la Escuela Elizabeth Duncan, en Klessheim, cerca de Salzburgo, de 1926 a 1928.
La obra de Klien fue incluida en varias exposiciones internacionales, como la Exposición de Artes Decorativas de París de 1925, el Armory Show de Nueva York en 1927 y el Cuarto Congreso Internacional de Educación Artística en Praga en 1928.
En 1928, Klien tuvo un hijo, aunque lo mantuvo en secreto a su familia. En 1929, Klien zarpó hacia los Estados Unidos, con la esperanza de poder tener una carrera artística y llevando con ella las teorías de reforma de la educación artística infantil que había adquirido en Viena. Para ganarse la vida para ella y su hijo, enseñó simultáneamente en cuatro instituciones entre 1930 y 1940: la Stuyvesant High School de Nueva York, la Spence School, la Dalton School y la Walt Whitman High School (Nueva York).
Klien se convirtió en ciudadana estadounidense en 1938. Murió el 19 de julio de 1957 de un ataque cardíaco en la ciudad de Nueva York.
El hijo de Klien, Walter Klien, fue un destacado concertista de piano. Falleció en 1991.

## Exposiciones
- 1930: La Nueva Escuela de Investigación Social, Nueva York
- 1975: Galerie Pabst, Viena
- 1986: Retrospectiva en la Galería Pabst, Múnich
- 1987: Museo de los XX. Jahrhunderts (Museo del Siglo XX), Viena (250 obras)
- 1989: Galería Rachel Adler, Nueva York
- 2001: Bolzano[5]
- 2006: Société Anonyme en el Hammer, reseñado en The Aesthetic
- Permanentemente: Museo de Arte Colección Phillips en Washington D. C.